# 人生が変わる1分間の深イイ話
『人生が変わる1分間の深イイ話』（じんせいがかわるいっぷんかんのふかイイはなし）は、日本テレビ系列で2008年2月25日から2022年3月21日までの月曜日21:00 - 21:54（JST）にレギュラー放送されていたバラエティ番組である。通称は「深イイ話」。
2008年1月8日に特番として放送されたのち、レギュラー化された。

## 概要
全体の司会は羽鳥慎一（2011年3月まで日本テレビアナウンサー）が務める。島田紳助が「スペシャルコメンテーター」、その他のコメンテーターは「生き方のソムリエ」として位置付けられていた。前述の通り特番としてスタートした本番組であるが、月曜21時台で放映されていた、紳助司会の読売テレビ制作『今夜はシャンパリーノ』の終了に伴い、制作枠が日本テレビへ移行、『行列のできる法律相談所』と共通するスタッフにより2008年2月25日からレギュラー番組としての放送が開始された。
情報誌『日経エンタテインメント!』のテレビ批評などを行う連載『テレビ証券』からは「1分間でいい話を聞くフォーマットは日テレっぽい」「一種独特の空気を持っているかも。1分間でイイ話を聞くというシンプルなフォーマットもいいし、スタジオセットも悪くない」と評されている。
2018年2月26日放送で10周年を迎えた。

## 出演者

### スペシャルコメンテーター
- 島田紳助（2011年8月22日まで）
- 今田耕司（2012年10月15日から）

### 司会進行
- 羽鳥慎一

### 元レギュラー
- 徳井義実・福田充徳（チュートリアル）

## 内容
さまざまな人物・企業・家族などに密着し「本当に幸せなのか？」を追求するという内容のVTRを放映。VTRの最後は「深イイ話」として、密着の結論を1分間で提示し締められる。パネラーはそのVTRが深い話と感じたら「心のレバー」を前に倒し「深イイ」の判定を、感じなければスイッチを手前に倒し「う〜ん」の判定をする。
VTRは1回の放送で2-3本放映、2019年以降は1回の放送で話を1本しかしない回が増えた。

### 密着クイズ
ある有名人の息子・娘を紹介。その有名人の名前はVTRの末尾まで伏せられており、VTR内に織り交ぜられたヒントをもとに考えながら鑑賞する仕組みとなっている。

### 2014年1月までの内容
パネラーは1分間の深イイ話のVTRを見た後、深い話と感じたら「心のレバー」を前に倒し「深イイ」の判定を、感じなければスイッチを手前に倒し「う〜ん」の判定をする。判定は司会進行・コメンテーターを含め全員判定に参加する。採用されると3万円の金券、10人全員「深イイ」で「全員一致の深イイ話」として賞金5万円と、「心のレバー」を模した番組特製ストラップ（一般で発売されているものとは多少異なり、裏面に「全員一致のあなたは深イイ」と記されている）が贈られる。2010年2月8日放送からは、テレビに線を繋ぐだけで「深イイ話ごっこ」が出来る実物大の「心のレバー」に変更された。レバーを引くと通常の放送に出てくるものと同じように、『深イイ』『う〜ん』がテレビ画面いっぱいに表示される。これを利用してテレビを横に2台並べて置くと、実際の放送を見ながら出演者と同じタイミングでどちらかの判定をすることができる）。
紳助が「こんなのありがち」とするケースが多いため、全員一致はハードルが高い。また、誰もが深イイ話（感動した話）で9人が深イイ話とレバーを倒しても、紳助ただひとりが「う〜ん」の判定をし、他の出演者から「どうしてこれがう〜んなの?」と批判されるケースが恒例である。
初代プロデューサーの田中宏史は、「心のレバー」の役割を“じっくり悩んで下した判断というのを表すもの”だと解説している。紹介される話は基本的に悪い話はなく良い話ばかりなので、深い話であるかを決めるのが難しい。深いと感じなくても駄目な話ではなく熟考した結果だ、ということをレバーで表しているという。
2009年8月17日放送と2010年12月13日放送の2時間スペシャルでは上半期に放送された全員一致の深イイ話を今度は100点満点（各パネラーの持ち点10点）で採点。No.1に選ばれると賞金10万円が贈られた。
2012年以降は、「副業SP」などゲストがロケに出て深イイにまつわる体験を行う回も増えている。2012年秋以降、ゲストについてのVTRを見るだけの構成になり、1分間のVTRで判定をするコーナーが極度に減っている。
2014年2月3日以降は番組が大幅にリニューアルされ、番組の本来のコンセプトとは非常にかけ離れた密着番組となり、視聴者投稿や全員一致の賞金、景品が廃止された。

#### 旨イイSP
紳助が「何でもおいしいと言えば、視聴者に被害者が出る」と発言したことからできた企画。1分間のPRのVTRが流された後に試食。試食中に感想を述べたりリアクションを取ってはいけない。その後「味覚のレバー」を倒して「うまイイ」か「う〜ん」で判定。判定出来ない場合はレバーを倒さない。さらに出品した店は判定にクレームを言わないことが条件。この番組がきっかけで、あまりの注文に通信販売がストップした店や、倒産寸前の店が復活すること、さらに閉店覚悟の店が実際に閉店したこともあった。
1回目の応募総数は約1300通だったが、紳助などのコメントが厳しいなどのリスクが露骨だったため、2回目の応募総数は約70通に大幅ダウンしてしまった。しかし第2回では、全員うまイイが一致した商品が番組放送後1時間で年内生産分も売切れてしまう事態が起こるほど反響があった。第3回の応募総数は約720通、第4回は348通であった。第3回では全員一致のうまイイが出たのは1品だけであったが、登場したすべての料理はおおむね好評であった。第4回では全体的に意見が分かれ全員一致はなかった。
紳助の話では「うまイイ」の基準は「番組終了後他の人に分けるほど注文をするかどうか」「大量に買いたいか」とのこと。そのため、「味は良いが、値段が高い」との理由で全員「う〜ん」になったこともあった。また出演者の好みによっても左右される。
初回にゲストとして招かれた彦摩呂とギャル曽根は味に対するコメントを紳助に絶賛され、第2回にも出演している。また料理によってパネラーの好みがあり、紳助たちが「う〜ん」でもグルメレポーターである彦摩呂や曽根が「うまイイ」であれば、紳助は「問題ない」という趣旨の発言もしており、この2人に大きな信頼を寄せている。第3回以降には出演していないが、代わりに味のプロが出演している。
出場者はパネラー席の向かって右側に待機して判定を待っている。そのため、第2回ではそこに座った河本準一が出場者に気を遣ってしまい、第3回では渡部建が「怒ってませんよ」と言うなどのフォロー役となった。

#### 心に残る3行ラブレター
「旨イイスペシャル」と同様に不定期企画。20字×3行以内で彼女や妻や夫など「愛する人への想いを表現」する企画。最近では「心に残る3行ラブレター甲子園」で全国から集まった3行ラブレターやゲストの投稿を通常の心のレバーで判定。最終的には紳助（紳助引退後の2011年9月19日放送回は有田哲平）がナンバワーワンを決める企画。優勝者には賞金が20万円と深イイレバー等が送られる。既に過去番組で投稿された3行ラブレターは書籍として販売されている。審査員特別賞には賞金が贈られた（2011年9月19日放送回の発表は市原隼人）。

#### 深イイ話プレゼンツ京都新選組プロジェクト
修学旅行などの観光客が年々減る京都府に屯所を設置。そこに20歳前後の京都のイケメン大学生を配備し、ナンパ防止等の警備に務めるというもの。
この提案を前市長には無視されたが、当時の市長の門川大作が受け入れて実現し、京都市と京都学生祭典もタイアップすることが決定した。紳助は「その年の沖田総司が選ばれる→決まったら、そいつのイケメン具合を確かめに来る→京都に客が押し寄せる。→京都の経済が潤う」と言っており、京都近県に通う、大学生、専門学校生を募集し、決まった人には紳助プロデュース（カシアス島田名義で作詞）でCD『男道』でデビュー。ただし条件として京都学生祭典の活動に必ず参加や月1回の京都市内のパトロール参加などがある。紳助の番組ということで局も超え、2009年9月9日放送分のフジテレビ系『クイズ!ヘキサゴンII』にも出演した（理由は「深イイと行列だけでは不十分で心配だから」とのこと）。また同年10月3日に放送されたTBS系『オールスター感謝祭09秋超豪華!クイズ決定版』にも出演した。ついには民放の番組の企画のユニットにもかかわらずNHKの『MUSIC JAPAN』にもゲスト出演した。
最終オーディションとして、お寺での合宿の模様が2009年7月26日に放送され、4人の合格者と2人の補欠（番組内では「保留」）が決定。その後、補欠の1人は両親の許可を得て5人組となり、レコーディングに挑んだ。合宿でのレポーターは有吉弘行、振り付け指導はKABA.ちゃん、歌唱指導はダイアモンド☆ユカイが担当した。
グループ名は「新選組リアン」に決定した。ちなみに、「リアン(lien)」というのはフランス語で絆という意味で、しかし、本人達はその意味を分からなかった。
最初に出演したのは、2009年8月2日放送の『行列のできる法律相談所』で、翌日の8月3日に本番組でも登場した。

## 焼肉えびす食中毒事件
2011年4月21日、激安をうたい文句にして北陸や神奈川などに展開する焼肉チェーン店「焼肉酒家えびす」が生肉（ユッケ）の提供で大腸菌O-111による食中毒事件を起こし、うち幼児など複数の死者が出た。
この事件の数日前、4月18日に放送された「激安スペシャル」では、視聴者からの情報提供として、このチェーン店のことを「今、激安で人気のこのチェーン店をご存知ですか」と題してVTRで「激安だが、肉は和牛A3級、サービスは高級店なみ」などと紹介した。VTRは全員一致で「深イイ」判定された。事件発覚後YouTubeなどに映像が転載され、事故を起こすような衛生管理の店を紹介して絶賛したこと、放送直後に大量食中毒が起きていること、紹介の方法が宣伝のようだったことなどがネット上で批判を浴び、YouTubeでのコメント欄には「番組での放映が被害の拡大を招いたのでは」といった批判もあった。
実際に当該放送後、店へ食事に行った視聴者が食中毒になったとの報告が2011年5月10日付の夕刊紙東京スポーツで報道されていたことが明らかになっている。

## 紳助の引退による対応
紳助が2011年8月23日に芸能界を引退したため、同年8月29日分の放送は休止したものの、同日に日本テレビが放送継続することを発表した。同年9月5日以降の本番組は司会の羽鳥を前面に出すリニューアルを実施して継続された。紳助が務めていたスペシャルコメンテーターの役割は毎週交代で大物ゲストが務めることとなった。
2011年8月29日放送予定分は休止となった（『しゃべくり007』の緊急2時間スペシャルが編成された）。なお遅れネット局も、琉球放送は『1億3千万人のエピソードバラエティー コレってアリですか?』や『明石家さんまのずっとあなたが好きだった』（TBS）などに差し替える他、テレビ宮崎も『不可思議探偵団』や『ペケ×ポン』（フジテレビ）などの番組に差し替えた。
スペシャルコメンテーター枠として、マツコ・デラックス、田村淳（当時ロンドンブーツ1号2号）、有田哲平（くりぃむしちゅー）、小倉智昭、アンジェラ・アキ、栗山千明、中山秀征、今田耕司、堺正章、宮迫博之（当時雨上がり決死隊）、郷ひろみ、太田光（爆笑問題）らが紳助の代役を務めた。そのうち、マツコ・デラックスは2012年10月より準レギュラーとして出演していたが、2013年に入ってからは、マツコの出演は数回程度になった。
2012年10月15日放送分から今田耕司がスペシャルコメンテーターとして固定されることになった。
「心に残る3行ラブレター」の単行本は、紳助に言及した部分だけをすべて削除した「新装版」として再発行された。

### プレ番組
2008年10月6日より、一部地域（2010年11月1日からは日本テレビのみ）のみ20:54からの6分間に『まもなく!人生が変わる1分間の深イイ話』というプレ番組が放送されるようになった。このため新聞のテレビ欄には便宜上、このプレ番組を含めた20:54からの放送と記載され、番組予約のGコードも8桁となっている。中京テレビは日本テレビに追従したフライングスタートを火曜から金曜で実施しているものの、月曜についてはミニ番組『心に刻む風景』の遅れネットを行っている都合上、引き続き21:00からの開始となる。さらに系列局では唯一『まもなく!-』からネットしてきた読売テレビでも、2010年10月25日分で『まもなく!-』を打ち切り、同年11月1日からの当該時間には『ウキキちゃんねる&天気予報』を放送するため、21:00からの本編のみのネットに戻った。
『まもなく!』は2011年6月20日限りで終了、次番組はスポットニュース番組『ZERO MINUTE』に代わった。

## 番組の終焉
2021年12月24日付けの東京スポーツと2021年12月25日付けのサンケイスポーツの記事を通じて、当番組が2022年春の改編で終了を予定していることが明らかになった。東京スポーツの報道では月曜午後10時に放送している『しゃべくり007』を後番組にしたうえで、同じく月曜の『プラチナイト』で放送している『月曜から夜ふかし』を月曜午後10時に昇格する方向で調整していると報じた。上記の報道に対して、日本テレビは2022年3月10日にオンラインで行われた改編説明会で同番組を3月いっぱいで終了することを正式発表し、『しゃべくり007』と『月曜から夜ふかし』を同年4月4日から繰り上げることも発表された。そして、2022年3月21日の放送をもってレギュラー番組が終了。14年1カ月の放送に幕を降ろした。

### 復活
2022年10月10日放送の『しゃべくり007』にて、当番組が11月16日（水）の19時からの2時間SPで復活することが明らかになった。2023年5月22日（月）20時から3時間SPで6カ月ぶりに復活した。ただし、字幕放送については、出演者のスケジュールの都合上放送日間近に収録したため、発言内容が数秒遅れて表示されるリアルタイム字幕放送を実施した。2024年2月26日の21:00 - 22:54には第3弾、同年6月24日の21:00 - 22:54には第4弾、2025年6月4日の19:00 - 21:00には第5弾が放送された。

## その他
- 久本雅美の結婚相手（対象者は医者・開業医）を『行列のできる法律相談所』で募集し、紳助が「医者の皆さん、独立のチャンスです」と公式HPも開設。しかし誰も書類を送ってこなかったので、紳助が当番組の2時間特番時にゲストで出演した久本に「誰も応募しなかった」と事実を報告した。そこで当番組で再度結婚相手の募集をしたが結局応募はなく、いつの間にか両番組ともに募集は行われなくなった。
- 番組に遅刻するゲストが2度あった。1度目は川合俊一で、当番組の仕事に気づかずダブルブッキングしており、代理ゲストで小島よしおを急きょ呼んだ。その後、川合が番組スタッフに差し入れを入れてノーギャラ出演をした。2度目は2008年秋のスペシャルの徳光和夫で、徳光自体が携帯電話を持っていないため連絡が取れないことから、親友でもある紳助は「徳光さんと長年共演しているが遅刻なんてありえない。たぶん亡くなられた。テロップ流そう」等冗談を言っている最中に徳光が収録スタジオに現れた。本人の話では「収録日を間違えて浦和競馬でギャンブルを楽しんでいた」とのことだった。
- 2008年9月1日放送分は、途中から『NNN緊急特番 福田首相辞意を固める』に差し替えられたため、事実上「30分のみの放送」となった。しかし、日本テレビ系列局には抗議電話が殺到し、視聴者から90万9千件に及ぶ苦情があった。お蔵入りになった未放送分は11月17日にレギュラー放送と合わせて90分スペシャルとすることで放送された。
- 2013年1月21日以降不定期で『しゃべくり007』との合体2時間スペシャルを、2014年7月14日には『有吉ゼミ』との合体4時間スペシャルが放送された。
- 2013年4月8日には『1分間の深イイ話×ボクシング世界戦 緊急生放送2時間SP』と題し、『The REAL17 ワールドプレミアムボクシング』とのコラボ番組が放送された。歴代世界王者7人を招いた生放送を行い、番組の中でWBCバンタム級タイトルマッチ・山中慎介VSマルコム・ツニャカオ戦を生中継した。生中継の間は深イイメンバーによる副音声が行われた。
- 2017年6月26日は、当初は通常通り放送を予定していたが、急遽『小林麻央さん追悼番組〜優しく強く生きた34年〜』（21:00 - 22:54）に編成変更したため、休止となった[16]。

## ネット局
| 放送対象地域  | 放送局                    | 系列                          | 放送日時           | ネット状況 | 備考     |
| ------------- | ------------------------- | ----------------------------- | ------------------ | ---------- | -------- |
| 関東広域圏    | 日本テレビ（NTV）         | 日本テレビ系列                | 月曜 21:00 - 21:54 | 制作局     | 制作局   |
| 北海道        | 札幌テレビ（STV）         | 日本テレビ系列                | 月曜 21:00 - 21:54 | 同時ネット |          |
| 青森県        | 青森放送（RAB）           | 日本テレビ系列                | 月曜 21:00 - 21:54 | 同時ネット |          |
| 岩手県        | テレビ岩手（TVI）         | 日本テレビ系列                | 月曜 21:00 - 21:54 | 同時ネット |          |
| 宮城県        | ミヤギテレビ（MMT）       | 日本テレビ系列                | 月曜 21:00 - 21:54 | 同時ネット |          |
| 秋田県        | 秋田放送（ABS）           | 日本テレビ系列                | 月曜 21:00 - 21:54 | 同時ネット |          |
| 山形県        | 山形放送（YBC）           | 日本テレビ系列                | 月曜 21:00 - 21:54 | 同時ネット |          |
| 福島県        | 福島中央テレビ（FCT）     | 日本テレビ系列                | 月曜 21:00 - 21:54 | 同時ネット |          |
| 山梨県        | 山梨放送（YBS）           | 日本テレビ系列                | 月曜 21:00 - 21:54 | 同時ネット |          |
| 新潟県        | テレビ新潟（TeNY）        | 日本テレビ系列                | 月曜 21:00 - 21:54 | 同時ネット |          |
| 長野県        | テレビ信州（TSB）         | 日本テレビ系列                | 月曜 21:00 - 21:54 | 同時ネット |          |
| 静岡県        | 静岡第一テレビ（SDT）     | 日本テレビ系列                | 月曜 21:00 - 21:54 | 同時ネット |          |
| 富山県        | 北日本放送（KNB）         | 日本テレビ系列                | 月曜 21:00 - 21:54 | 同時ネット |          |
| 石川県        | テレビ金沢（KTK）         | 日本テレビ系列                | 月曜 21:00 - 21:54 | 同時ネット |          |
| 福井県        | 福井放送（FBC）           | 日本テレビ系列                | 月曜 21:00 - 21:54 | 同時ネット |          |
| 中京広域圏    | 中京テレビ（CTV）         | 日本テレビ系列                | 月曜 21:00 - 21:54 | 同時ネット |          |
| 近畿広域圏    | 読売テレビ（ytv）         | 日本テレビ系列                | 月曜 21:00 - 21:54 | 同時ネット |          |
| 鳥取県 島根県 | 日本海テレビ（NKT）       | 日本テレビ系列                | 月曜 21:00 - 21:54 | 同時ネット |          |
| 広島県        | 広島テレビ（HTV）         | 日本テレビ系列                | 月曜 21:00 - 21:54 | 同時ネット |          |
| 山口県        | 山口放送（KRY）           | 日本テレビ系列                | 月曜 21:00 - 21:54 | 同時ネット |          |
| 徳島県        | 四国放送（JRT）           | 日本テレビ系列                | 月曜 21:00 - 21:54 | 同時ネット |          |
| 香川県 岡山県 | 西日本放送（RNC）         | 日本テレビ系列                | 月曜 21:00 - 21:54 | 同時ネット |          |
| 愛媛県        | 南海放送（RNB）           | 日本テレビ系列                | 月曜 21:00 - 21:54 | 同時ネット |          |
| 高知県        | 高知放送（RKC）           | 日本テレビ系列                | 月曜 21:00 - 21:54 | 同時ネット |          |
| 福岡県        | 福岡放送（FBS）           | 日本テレビ系列                | 月曜 21:00 - 21:54 | 同時ネット |          |
| 長崎県        | 長崎国際テレビ（NIB）     | 日本テレビ系列                | 月曜 21:00 - 21:54 | 同時ネット |          |
| 熊本県        | くまもと県民テレビ（KKT） | 日本テレビ系列                | 月曜 21:00 - 21:54 | 同時ネット |          |
| 大分県        | テレビ大分（TOS）         | 日本テレビ系列 フジテレビ系列 | 月曜 21:00 - 21:54 | 同時ネット |          |
| 鹿児島県      | 鹿児島読売テレビ（KYT）   | 日本テレビ系列                | 月曜 21:00 - 21:54 | 同時ネット |          |
| 宮崎県        | 宮崎放送（mrt）           | TBS系列                       | 土曜 14:00 - 14:54 | 遅れネット | [ 注 2 ] |
| 沖縄県        | 琉球放送（RBC）           | TBS系列                       | 火曜 13:55 - 14:55 | 遅れネット | [ 注 3 ] |

### ネット局
- テレビ宮崎（UMK、フジテレビ系列／日本テレビ系列／テレビ朝日系列、2012年3月31日打ち切り）[注 4]

## スタッフ
- ナレーター：林田尚親、城ヶ崎祐子
- 演出：上利竜太
- 企画：髙橋利之（以前は総合演出兼務）
- 構成：桜井慎一、山名宏和、石原健次、小山賢太郎、尾首大樹
- TM：小椋敏宏
- 美術：山本澄子
- デザイン：本田恵子
- 技術協力：NiTRO、ヌーベルバーグ、ヌーベルアージュ
- 美術協力：日テレアート
- 音効：高取謙
- チーフディレクター：長縄亮、長瀬久司、中西裕樹、内田雅行、福司龍太、飯塚翔、湯浅貴仁
- プロデューサー：杉山直樹（以前はAP）／杉田文彦、向山典子、成子美里、飯髙昌宏（飯髙→以前はディレクター）、笠原保志、加藤大樹、長瀬徹（長瀬→以前はAP）、村田聡子、興石将大、福田昌彦、黒木智子、高松明央（一時離脱→復帰）／曽我部奈美、井艸麻衣、伊藤美和子、山口佳奈、笹村啓太、今野舞紀、間篠高行、前多由香（伊藤以外→以前はAP、伊藤→以前はディレクター→AP）、竹谷和樹
- 統轄プロデューサー：宮本誠臣
- チーフプロデューサー：原司
- 制作協力：いまじん、日企、ZION、passion、ローリング
- 製作著作：日本テレビ

### 以前のスタッフ
- 総合演出：福士睦
- 構成：富樫佳織、藤澤雅孔、武洋行、利光宏治
- コンセプト：鈴木おさむ
- TM：江村多加司、新名大作
- 美術：林健一
- デザイン：石附千秋、波多野真理、平岡真穂、小岩幸江
- 広報：高木明子、角田久美子、満松隆一郎、玉造昌和
- AP：内野絵美、大橋あり、山本靖裕、塩崎智晴、三浦佳憲、山本尚美、安達敦子、丸浩育、岩崎広樹（岩崎→以前はディレクター）、山中れい子、中田敦子、林貴恵、照井ゆずみ、本橋亜土、荒木沙耶香、森栄一郎、牛山亜紀子、坂本加恵、譲原繁、岸加苗、田中智子、笹村啓太、三上由貴、松本紗綾、田中元貴、塚本和也、三浦由舞、竹本和樹、兼平孔明、松井美樹、岩﨑美和子、宮田耕介、土井奈緒美、田中萌々絵、佐藤由美
- チーフディレクター：渡辺邦宏、文野甲・花岡圭一郎（以前は演出・本編D）、高橋淳、道下貴之、那須太輔
- プロデューサー：滝澤真一郎（以前はAP・D）、糸井聖一、西川宏一、岩下英恵／相川弘隆、荻原伸之、神尾育代、石川京子、進藤裕貴、進藤紘孝、上原敏明、名田雅哉（名田→以前はAP）、大村和史、木元薫、竹内加奈子、持田順也、須藤大介、筒井梨絵、西崎修一、神成欣哉、荻原球（荻原→以前はAP）、杉山和典、南里梨絵（南里→以前はAP）、武田幹治（2019年4月29日 - 12月23日）、大野もも（以前はAP・AP時代は大野百名義）
- チーフプロデューサー：松岡至 → 菅賢治 → 田中宏史（プロデューサーだった時期あり）→ 伊東修 → 東井文太
- 制作協力：オンリー・ワン、極東電視台、ZIPPY

## パロディ
- めちゃ×2イケてるッ!（フジテレビ）「人生がスベる1分間の寒イイ話」
- アリケン（テレビ東京）「ウソイイ話」
- ラジかるッ（日本テレビ）『ヒコ・カナ・ソネのてなもんや三度飯「彦次郎の1分位の旨イイ話」』
- ケンドーコバヤシのテメオコ（TBSラジオ）「浅良くない話」
- ナンボDEなんぼ（関西テレビ、2009年5月9日放送）「熱イイ話」（お好み焼きのてこに熱イイとうーんが書いてあり、そのてこで判定する）
- ズームイン!!サタデー（日本テレビ）「人生が変わる1分間のエコイイ話」

『Touch! eco 2009 いま、私達にできること。 ズームイン!!SUPER×NEWS ZERO』の番宣もかねた特別企画で、深イイ話の司会で、特番のキャスターでもある羽鳥慎一（日本テレビアナウンサー）、櫻井翔（嵐）とズムサタの出演者（藤井貴彦（日本テレビアナウンサー）、望月理恵、宮本和知他）の6名が出演した。羽鳥アナと櫻井翔の2人で3つの話を紹介した。判定（エコいい or う〜ん）は、手動式レバーで回転して表示する形。
- おもいッきりDON!（同）『火曜紅白歌謡館「人生が変わった歌イイ話」』
- クイズ☆タレント名鑑（TBSテレビ）「芸能人1分間の嘘イイ話」
- ホンマでっか!?TV（フジテレビ）「ほぼ1分で分かる ホンマでっか!?ルーツ」（評論家軍団の経歴について紹介、判定は行わない）
- アメトーーク!（テレビ朝日）「デリいい話」（性的な内容のため、DVD13〜15巻購入の際の特典DVD）
- ラヴィット!（TBSテレビ、2022年5月18日放送、ドリップコーヒーランキングにおいて番組BGMであるダイアモンド☆ユカイの歌を使用。また番組キャラクターのラッピーが出演者に無茶振りを仕掛ける際に、心のレバーで判定した）